# Павловка (Киевская область)
Павловка (укр. Павлівка) — село, входит в Белоцерковский район Киевской области Украины.
Население по переписи 2001 года составляло 117 человек.

## Местный совет
09142, Киевская обл., Белоцерковский р-н, с. Йосиповка, ул. Советская, 44